# Рута А048
Рута А-048 — сімейство мікроавтобусів українського виробництва, що виготовлялися Часово-Ярським ремонтним заводом на шасі ГАЗ 33021 «Газель».

## Рута А-048.0/Рута А-048.1
У 2005 році на заводі зробили спробу відновити виробництво мікроавтобусів на звичайному (не подовженому) шасі ГАЗелі. Так з'явилася модель Рута-А048. По кузову вона уніфікована з СПВ-17 зразка 2004 року і відрізняється лише зменшеною довжиною. Але покупці віддали перевагу місткішій СПВ-17, тому число випущених «чотириста вісімдесятих» (так їх називали на заводі) залишилося досить скромним.
Рута-А048.0 випускалася на шасі з карбюраторним двигуном ЗМЗ-406, Рута-А048.1 — на шасі з інжекторним двигуном ЗМЗ-405. Цікаво, що мікроавтобуси продовжували випускатися з низькими вікнами, запозиченими у ранніх СПВ-17, хоча всі мікроавтобуси з довгою базою випускалися вже з високими віконцями. На сьогоднішній день виробництво короткобазних мікроавтобусів зупинено через відсутність замовлень.

## Рута А-048.2/Рута А-048.3

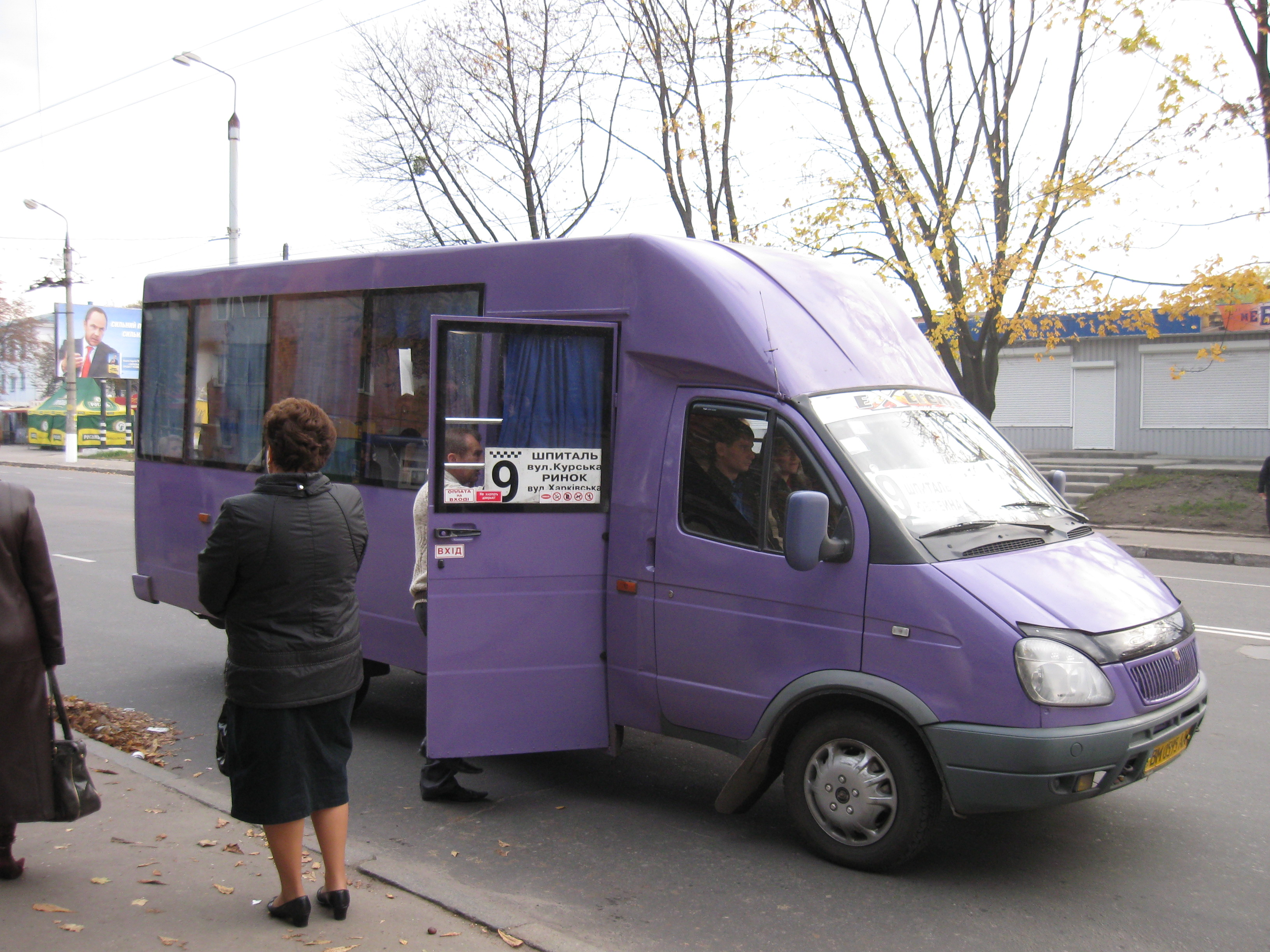
Рута А048.2/Рута А048.3

На початку 2006 року мікроавтобуси СПВ-17 пройшла другу сертифікацію і, відповідно до нової української класифікації автобусів, отримали позначення А-048.2. При цьому відбулися деякі зміни в конструкції мікроавтобуса — його довжина була трохи збільшена, замість бічний кузовний стійки в задній частині кузова з'явилося п'ятий вузьке вікно, а в салоні стали встановлювати індивідуальні сидіння нового типу з велюровою оббивкою.
У зв'язку з початком випуску інжекторних двигунів ЗМЗ-405 та їх установкою на базовому шасі «Газелі», мікроавтобуси стали позначатися як А-048.3. На замовлення на них може також встановлюватися автоматичні двері.

## Рута А-048.4
Одним з недоліків мікроавтобусів «Рута» є окрема кабіна водія, яка не дозволяє ефективно використовувати площу салону а також створює проблеми при оплаті проїзду пасажирами водієві (кондуктор в мікроавтобусах не передбачений). У зв'язку з цим в 2006 році була розроблена нова модифікація мікроавтобусів «Рута», у якій кабіна водія являє собою єдине приміщення з пасажирським салоном і відділена від нього лише неповною перегородкою за кріслом водія. При цьому якщо на інших моделях ЧРЗ кузов монтується на шасі з готовою кабіною від «Газелі», то тут кабіна є частиною оригінального кузова, з кузовних панелей «Газелі» використані тільки капот і крила.
Іншою відмінністю нової моделі стало розташування двері аварійного виходу по правому борту в задньому звисі, за аналогією з мікроавтобусами БАЗ-2215 Дельфін (раніше двері аварійного виходу були двостулковими і знаходилася в задній стінці кузова). Відсутні також окремі двері в кабіну водія по лівому борту. Перші зразки нового мікроавтобуса, який одержав індекс А-048.4, з'явилися на дорогах України влітку 2006 року. И на базе газ Газель была создана маршрутка 20 л на 100 километров в час разгон до 60 км 20 секунд километров в час неизвестно

## Конкуренти
- БАЗ 2215 Дельфін
- ТУР А049/Богдан А049